# جمورة
جمورة هي إحدى بلديات ولاية بسكرة في الجزائر.
تقع بلدية جمورة شمال ولاية بسكرة بين خطي عرض 35,04 وخط طول 05,49 على الطريق الولائي رقم 87 الرابط بين ولاية بسكرة وولاية باتنة يحدها من الشمال بلدية عين زعطوط ومن الجنوب بلدية البرانيس ومن الشرق ولاية باتنة ومن الغرب بلدية الوطاية وهي إحدى البلديات المعروفة بتاريخها الثوري حيث أنها تحتل المرتبة الأولى من حيث عدد الشهداء في ولاية بسكرة والمقدر بـ : 334 شهيدا .
يسكن هذه البلدية 16 عشر الف مواطن ومواطنة.
وتبعد عن مقر الولاية بسكرة بـ 38 كم.